# Болтон, Джеймс (натуралист)
Джеймс Болтон (англ. James Bolton; 1735—1799) — английский ботаник, миколог и орнитолог, специалист по тайнобрачным растениям.

## Биография

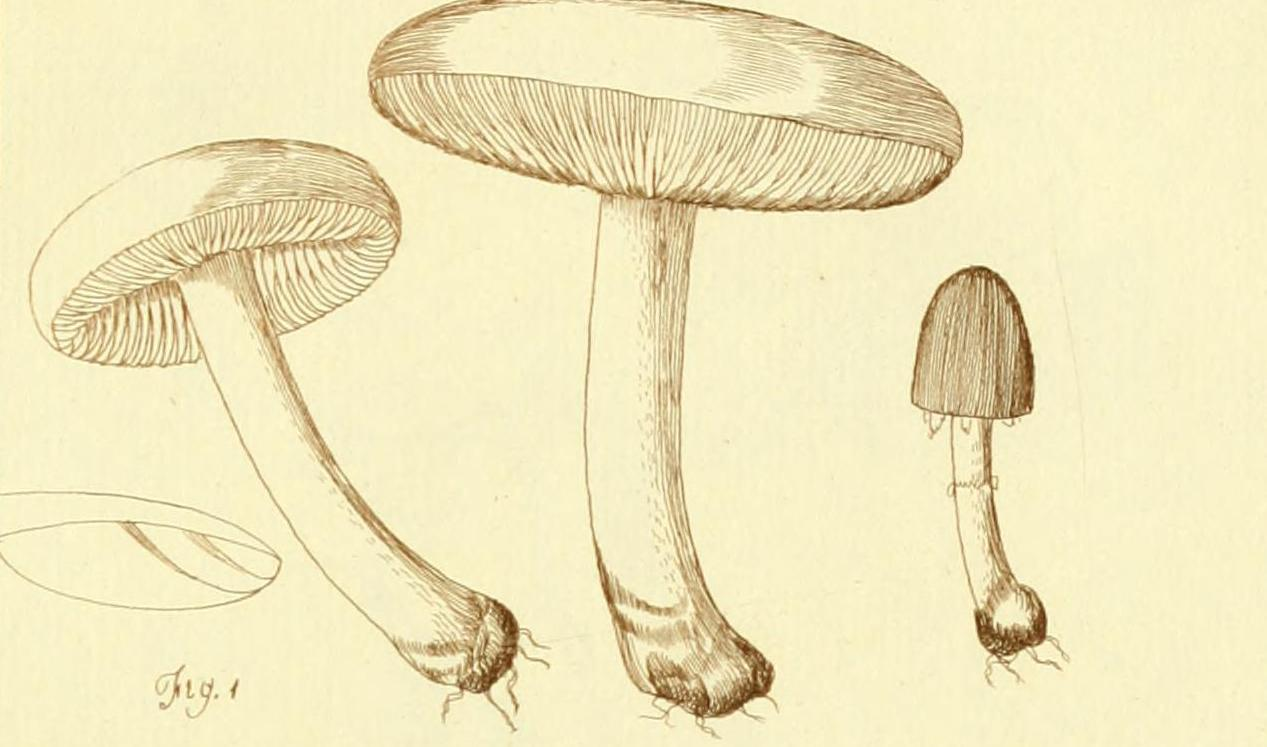
Рисунок гриба Agaricus durus [syn. Agrocybe dura] из книги An history of fungusses

Джеймс Болтон родился в районе небольшого города Уорли-Таун в графстве Йоркшир в 1735 году. Отец Джеймса, Уильям Болтон, был ткачом. Сначала Джеймс шёл по стопам отца, однако затем стал учителем рисования и хозяином паба в Уорли. В 1768 году Болтон женился на Саре Блэкберн, у них было четверо детей.
Джеймс и его старший брат, Томас Болтон (1722—1788), оба интересовались биологией. Томаса в особенности привлекали энтомология и орнитология, а Джеймса — ботаника и микология. В честь Томаса Болтона в 1807 году был назван открытый им вид стрекоз Cordulegaster boltonii. Джеймс и Томас Болтоны были авторами раздела, посвящённого естественной истории Галифакса, книги Джона Уотсона The History and Antiquities of the Parish of Halifax in Yorkshire.
В 1785 году была издана книга Ричарда Релана Flora Cantabrigiensis, иллюстрации к которой были выполнены Джеймсом Болтоном. В том же году Болтон издал первый том книги Filices brittanicae, посвящённой папоротникам Великобритании. Второй том был издан в 1790 году. С 1788 по 1792 издавалась четырёхтомная работа Болтона An history of fungusses, в которой к каждому описанию вида прилагалась иллюстрация. В 1792—1794 была издана книга Harmonia ruralis, в которой Болтон описывал и изображал известных ему птиц Великобритании, а также их яйца и гнёзда.
Многие иллюстрации Болтона не были изданы, однако некоторые акварели хранятся в лондонском Музее естествознания, Ливерпульском музее и в Библиотеке Линдли.
Джеймс Болтон переписывался со многими микологами и ботаниками. Среди них были Пьер Бюйяр, Джеймс Диксон, Джон Лайтфут и Карл Вильденов. В 1795—1820 книга An history of fungusses была переведена Вильденовым на немецкий язык и издана под названием Jacob Boltons Geschichte der merckwürdigsten Pilze.
Джеймс Болтон скончался 7 января 1799 года в городе Уорли.

## Некоторые научные работы

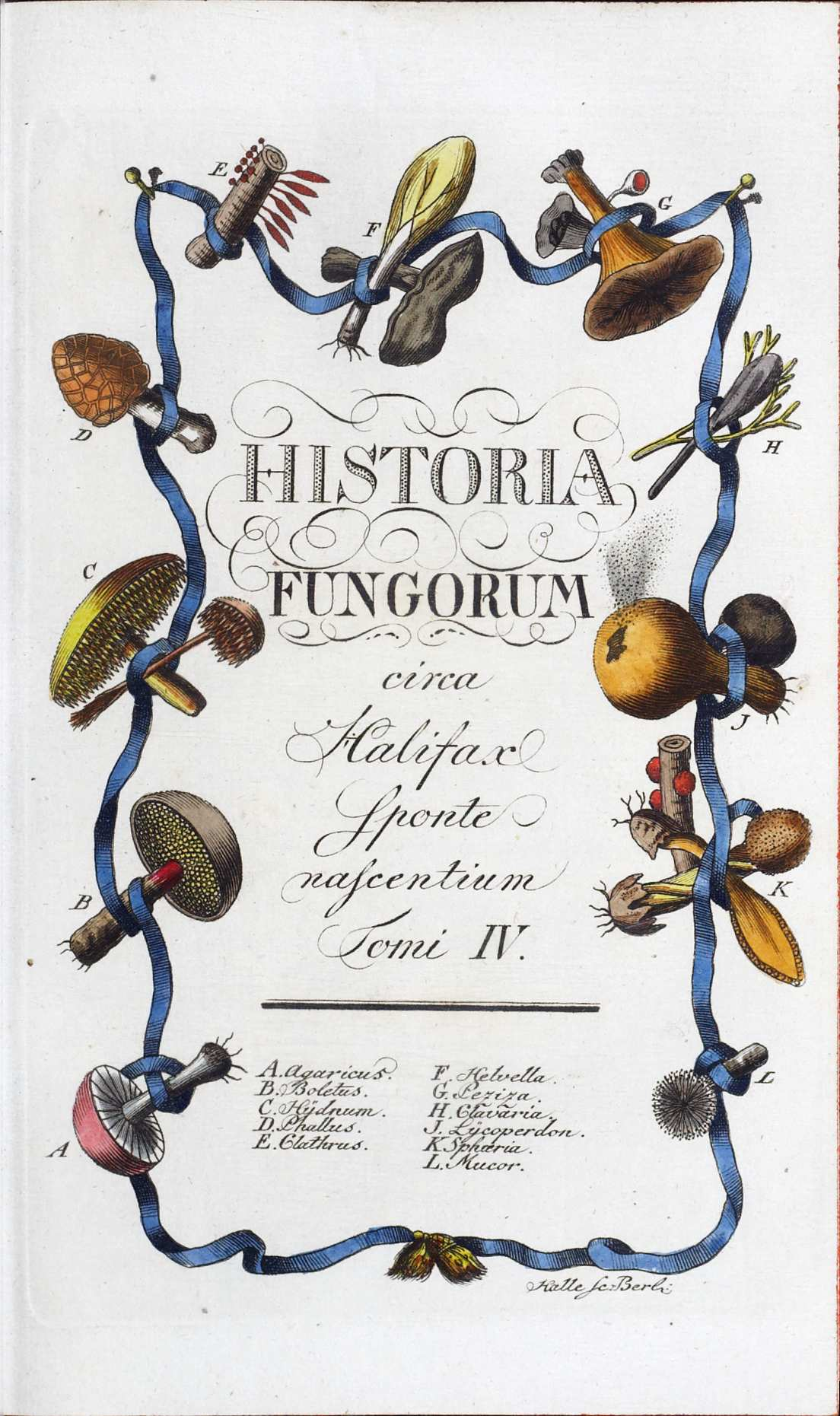
Historia fungorum (An History of Fungusses), 1795

- Bolton, J. (1785). Filices brittanicae; an history of the British proper ferns. pp. 1–59.
- Bolton, J. (1788). An history of fungusses, growing about Halifax. vol. 1. pp. 1–44.
- Bolton, J. (1788). An history of fungusses, growing about Halifax. vol. 2. pp. 45–92.
- Bolton, J. (1790). An history of fungusses, growing about Halifax. vol. 3. pp. 93–138.
- Bolton, J. (1790). Filices brittanicae; an history of the British proper ferns. Part the second. pp. 59–81.
- Bolton, J. (1792). An history of fungusses, growing about Halifax. Appendix. pp. 139–181.
- Willdenow, C.L. (1795). Jacob Boltons Geschichte der merckwürdigsten Pilze. vol. 1. pp. 1–68.
- Willdenow, C.L. (1796). Jacob Boltons Geschichte der merckwürdigsten Pilze. vol. 2. pp. 1–72.
- Willdenow, C.L. (1799). Jacob Boltons Geschichte der merckwürdigsten Pilze. vol. 3. pp. 1–80.
- Nees von Esenbeck, C.G.D.; Nees von Esenbeck, T.F.L. (1820). Jacob Boltons Geschichte der merckwürdigsten Pilze. vol. 4. pp. 1–80.

## Род растений, названный в честь Дж. Болтона
- Boltonia L'Hér., 1788